# Serjania rutifolia
Serjania rutifolia är en kinesträdsväxtart som beskrevs av Ludwig Radlkofer. Serjania rutifolia ingår i släktet Serjania och familjen kinesträdsväxter. Inga underarter finns listade i Catalogue of Life.